# José Francisco Antelo
José Francisco Antelo (Paraná, 18251906) fue un militar y político argentino.
De padre gallego y de madre entrerriana, con solo 16 años, a principios de 1842, se opuso a la invasión de la provincia de Entre Ríos y a la subsiguiente ocupación de su entonces villa natal realizada por el invasor Segundo Ejército Correntino Libertador, triunfante en la batalla de Caaguazú y al mando del brigadier José María Paz. Tras la retirada de las fuerzas correntinas y la posterior fuga del general Paz (el cual se había proclamado gobernador de Entre Ríos de manera ilegal) de Paraná hacia Uruguay. En abril de ese año, el joven Antelo fue testigo del regreso a la provincia del legitimo gobernador coronel mayor (general) Justo José de Urquiza, el cual entró por Paraná y, tras ser reconfirmado como gobernador por la legislatura provincial, salió de inmediato al interior de su provincia para reunir y reorganizar al ejército entrerriano (destruido y casi aniquilado en Caaguazú). Junto al general Urquiza salieron muchos paranaenses, incluido Antelo, que de esta forma se incorporó a las milicias entrerrianas por vez primera. Este ejército entrerriano, que servía como cuerpo de vanguardia del Ejército Unido de Vanguardia de la Confederación Argentina, al mando del brigadier uruguayo Manuel Oribe (el cual tras su victoriosa campaña en el interior del país, por órdenes del Encargado de Relaciones exteriores de la Confederación Argentina y gobernador de Buenos Aires brigadier Juan Manuel de Rosas, regresó el litoral para apoyar a los entrerrianos contra las fuerzas unitarias y uruguayas del brigadier Fructuoso Rivera), que tras cruzar el Paraná, estableció campamento en las afueras de la ciudad homónima. En octubre de 1842, el ejército entrerriano de vanguardia de Urquiza, fue atacado y dispersado, en su campamento de Raices, a orillas del río Gualeguay, hacia Paraná por la vanguardia de rivera, la cual se componía de santafesinos emigrados al mando del brigadier Juan Pablo López. entre los dispersos figuraba Antelo. A fines de ese año, Antelo peleo incorporado en el Ejército Unido de Vanguardia, al mando de los generales Oribe y Urquiza en la batalla de Arroyo Grande, donde ambos jefes federales derrotaron al presidente de Uruguay, general Fructuoso Rivera. En 1845 se encontró en la batalla de India Muerta, esta vez en territorio uruguayo, donde el ejército entrerriano, al mando de Urquiza, aniquiló al ejército de Rivera. En 1846, Antelo participó en la invasión entrerriana a la provincia de Corrientes y en la Vitoria de Laguna Limpia. A fines de 1847, Antelo participó en una nueva invasión entrerriana a Corrientes y en la decisiva Vitoria de Potrero de Vences. En 1851 acompañó al general Urquiza, que — entre mayo y diciembre de ese año — avanzó, al frente del Ejército Grande hacia Buenos Aires, participando en la batalla de Caseros. Peleo aguerridamente en las milicias entrerrianas del Ejército de la Confederación Argentina en las batallas de Cepeda (1859) y Pavón (1861), al mando de Urquiza, contra el ejército del ejército del Estado de Buenos Aires.
Leal al asesinado Urquiza (1870), comando un regimiento de caballería y combatió contra las fuerzas de Ricardo López Jordán en los tres levantamientos de este caudillo. 
Desde 1879 a 1883 asumió como gobernador de Entre Ríos y promulgó una amnistía para todos los entrerrianos que se habían radicado en otras provincias y en el Uruguay, debido a los enfrentamientos comenzados con el asesinato de Justo José de Urquiza. Promovió la colonización agrícola. 
Respaldó al presidente Nicolás Avellaneda cuando se produjo el levantamiento de Carlos Tejedor contra la federalización de Buenos Aires y participó en los combates de Puente Alsina y los Corrales.